# Брова Валентин Віталійович
Валентин Віталійович Брова — старший солдат Збройних сил України, що загинув у ході російського вторгнення в Україну у 2022 році.
Народився 10.01.1999 року , с.Троїцьке Павлоградського р-н.,Дніпропетровської обл., навчався в Троїцькій ЗСШ з 2005-2016 рік,вступив до Дніпропетровського політехнічного інституту 2016-2017,з 2018 року вступив до лав НГУ у званні солдат військової служби за контрактом ВЧ3024 м.Павлоград 2018-2020 рік,з 2020-2022 рік проходив службу ВЧ3057.Неодружений. Дітей немає.
Прізвище, ім’я, по батькові: БРОВА Валентин Віталійович
Військове звання: старший солдат військової служби за контрактом
Посада: стрілець-помічник кулеметника стрілецького відділення взводу забезпечення навчального процесу батальйону вишколу особового складу ВЧ3057
Обставини загибелі: 18.03.2022, під час виконання бойового завдання отримав поранення, несумісні з життям.

## Нагороди
- орден «За мужність» III ступеня (2022, посмертно) — за особисту мужність і самовіддані дії, виявлені у захисті державного суверенітету та територіальної цілісності України, вірність військовій присязі, зразкове виконання службового обов’язку.